# شخض
الشخض (الاسم العلمي: Justicia) هو جنس من النباتات يتبع الفصيلة الأقنتية من رتبة الشفويات.

## أنواع الشخض
- شخض أصفر الأزهار
- شخض أمريكي
- شخض بورشالي
- شخض توابلي
- شخض دائري
- شخض ذهبي
- شخض رفيع الأوراق
- شخض شوكي
- شخض صاعد
- شخض صلب
- شخض ضفافي
- شخض كاليفورني
- شخض كاميروني
- شخض كثير الأزهار
- شخض لحمي
- شخض لونغي
- شخض مفترش
- شخض مفلطح الأوراق
- شخض ياباني
- شخض المايا
- شخض ايميني
- شخض إبطي
- شخض إسفيني
- شخض أبيض الفروع
- شخض أبيض مصفر
- شخض أثيوبي
- شخض أرضي
- شخض أريستغياتي
- شخض أسامي
- شخض أضيق
- شخض أفلومسي
- شخض أكبر
- شخض ألني
- شخض أليف الأحراج
- شخض أليف الجبال
- شخض أليف الجفاف
- شخض أليف الظلال
- شخض أليفة الجبال
- شخض أنبوبي
- شخض أنداماني
- شخض أندرسوني
- شخض أنيق
- شخض بابي
- شخض باروني
- شخض باسيفيكي
- شخض بالميري
- شخض باومي
- شخض بدومي
- شخض برازيلي
- شخض برينغلي
- شخض بطباطي
- شخض بلوسوي
- شخض بوناري
- شخض ثنائي اللون
- شخض جار النهر
- شخض جامايكي
- شخض جانبي
- شخض جانبي الأزهار
- شخض جاوي
- شخض حريري
- شخض خطي الأوراق
- شخض دقيق
- شخض دقيق الأوراق
- شخض ذنبي
- شخض رايتي
- شخض رأس الرجاء
- شخض ربيعي
- شخض رفيع
- شخض رقيق
- شخض رقيق الأزهار
- شخض غروي
- شخض غلازيوفي
- شخض غوسويلري
- شخض غويانية
- شخض غير متساوي
- شخض غيني
- شخض قلبي
- شخض كبريتي
- شخض كبير الزهر
- شخض كوستاريكي
- شخض كوفدونتي
- شخض كولومبي
- شخض لاطئ
- شخض لاطئ الأوراق
- شخض ماغوايري
- شخض مائي
- شخض متعدد السنيبلات
- شخض متعدد القنابات
- شخض متغاير الثمار
- شخض متقطع
- شخض مجاور
- شخض مكسيكي
- شخض ملتصق
- شخض ملون
- شخض منتشر
- شخض منتفخ
- شخض نلسوني
- شخض نيجيري
- شخض واردي
- شخض وريدي
- شخض وضيع
- شخض وهراني
- شخض يوناني
- شخض ألبي
- شخض بوليفي
- شخض جزري